# Harminder Dua
Pour les articles homonymes, voir Dua.
Harminder Singh Dua, né à Jalandhar au Penjab, est un médecin indo-britannique, directeur de l'équipe ayant découvert en 2013 la Couche de Dua, qui est l'une des six composantes de la cornée humaine.

## Biographie
Il est actuellement professeur d'ophtalmologie à la faculté de médecine de l'université de Nottingham.